# ユスケ・バンク・ボクセン
ユスケ・バンク・ボクセン（Jyske Bank Boxen）は、デンマーク・ヘアニングに所在する屋内アリーナ。2010年10月に落成し、隣接地にはMCHアリーナ（旧称SASアリーナ）がある。ユスケ銀行が命名権を取得した。こけら落とし公演はレディー・ガガであった。